# Wnętrzne
Wnętrzne – wieś w Polsce położona w województwie lubelskim, w powiecie łukowskim, w gminie Stanin.
| SIMC    | Nazwa      | Rodzaj    |
| ------- | ---------- | --------- |
| 0689830 | Białoglina | część wsi |

Wieś szlachecka położona była w drugiej połowie XVI wieku w ziemi łukowskiej województwa lubelskiego. 
W latach 1975–1998 miejscowość administracyjnie należała do województwa siedleckiego.
Wieś stanowi sołectwo w gminie Stanin. Według Narodowego Spisu Powszechnego z roku 2011 wieś liczyła 249 mieszkańców.
Wierni Kościoła rzymskokatolickiego należą do parafii św. Antoniego Padewskiego w Wandowie.

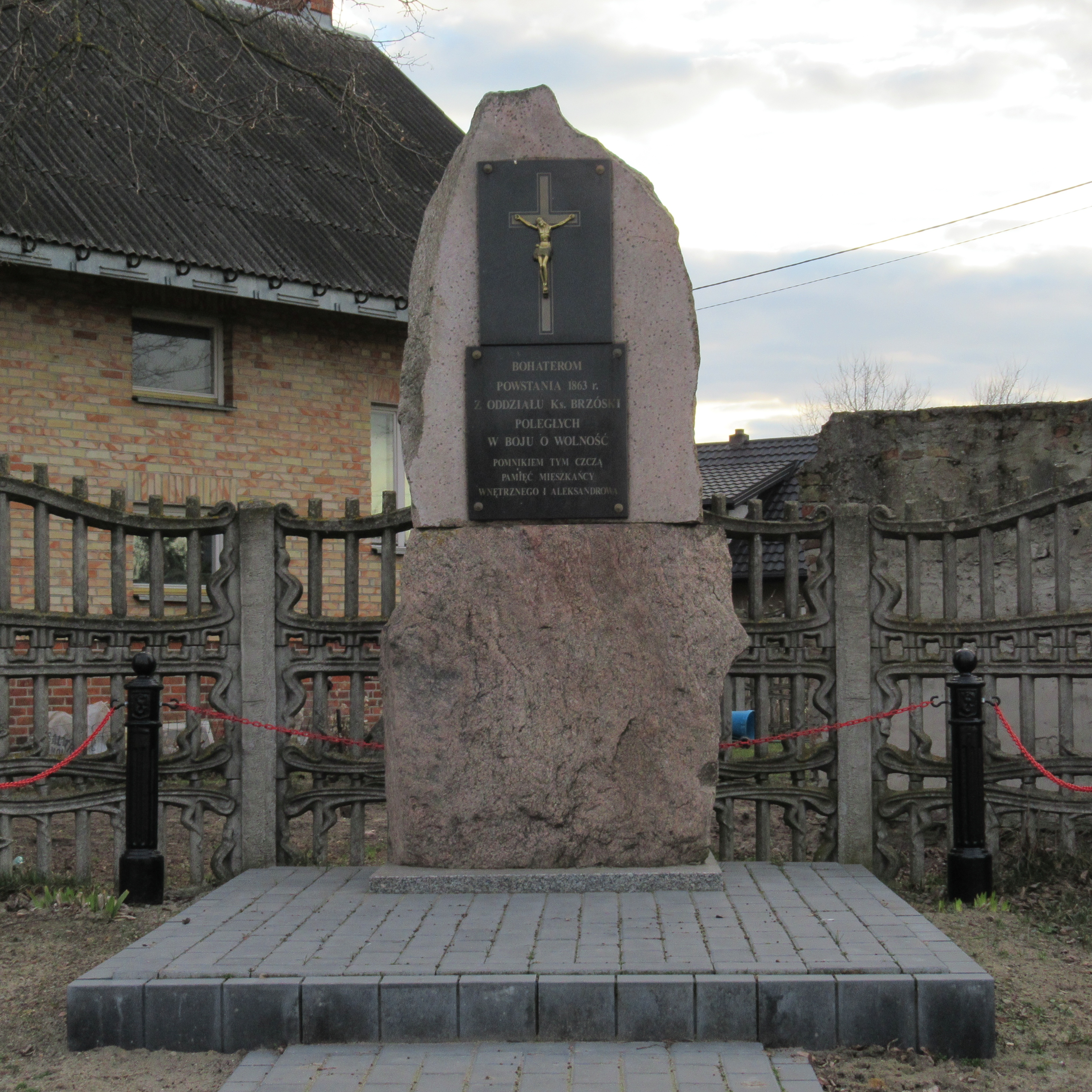
Kamień pamiątkowy poświęcony powstaniu styczniowemu